# Ullene församling
Ullene församling var en församling i Skara stift och i Falköpings kommun. Församlingen uppgick 2006 i Floby församling.  

## Administrativ historik
Församlingen har medeltida ursprung. 
Församlingen var före 1962 i pastorat med Vilske-Kleva församling som moderförsamling. Från 1962 till senast 1998 var den annexförsamling i pastoratet Gökhem, Marka, Sörby, Vilske-Kleva och Ullene. Åtminstone från 1998 till 2006 ingick församlingen i Floby pastorat. Församlingen uppgick 2006 i Floby församling.

## Kyrkor
- Ullene kyrka